# خوزه اویا
خوزه اویا (انگلیسی: José Oya؛ زادهٔ ۱۴ ژانویهٔ ۱۹۸۳) بازیکن فوتبال اهل اسپانیا است.
از باشگاه‌هایی که در آن بازی کرده‌است می‌توان به باشگاه فوتبال اتلتیکو مادرید بی اشاره کرد.